# Skull Duggery
Skull Duggery, né Andrew Jordan le 24 septembre 1971 et mort le 4 juin 2022, est un rappeur américain originaire de La Nouvelle-Orléans, en Louisiane. 
Le 11 avril 2011, il est condamné à six ans de prison ferme pour pédopornographie.

## Discographie
- 1996 : Hoodlum Fo' Life (en)
- 1998 : These Wicked Streets (en)
- 2000 : 3rd Ward Stepper (en)
- 2003 : Controversy